# ニコラ・ルベーグ
ニコラ＝ザントワーヌ・ルベーグ（Nicolas-Antoine Lebègue またはル・ベーグ Le Bègue, 1631年頃 – 1702年7月6日）は、フランス王国のバロック音楽の作曲家。オルガン奏者やクラヴサン奏者としても活動した。ラン出身で1650年代にパリに定住すると、たちまち当世最高のオルガニストとして名を揚げた。歿年までパリに過ごすが、たびたび他都市へ足を運んでオルガンの建造や修復に助言した。ルベーグの名声は今日、鍵盤楽曲にかかっている。独立した足鍵盤パートをもつ楽曲を発案したり、「ティエルス・アン・タイユ」というジャンルを発展させたりすることによって、フランス・オルガン楽派の発展にとりわけ重要な貢献を果たした。ルベーグの作品には、出版されたものでは最初期のプレリュード・ノン・ムジュレや知られる限り最初期のノエルが含まれる。

## 略歴

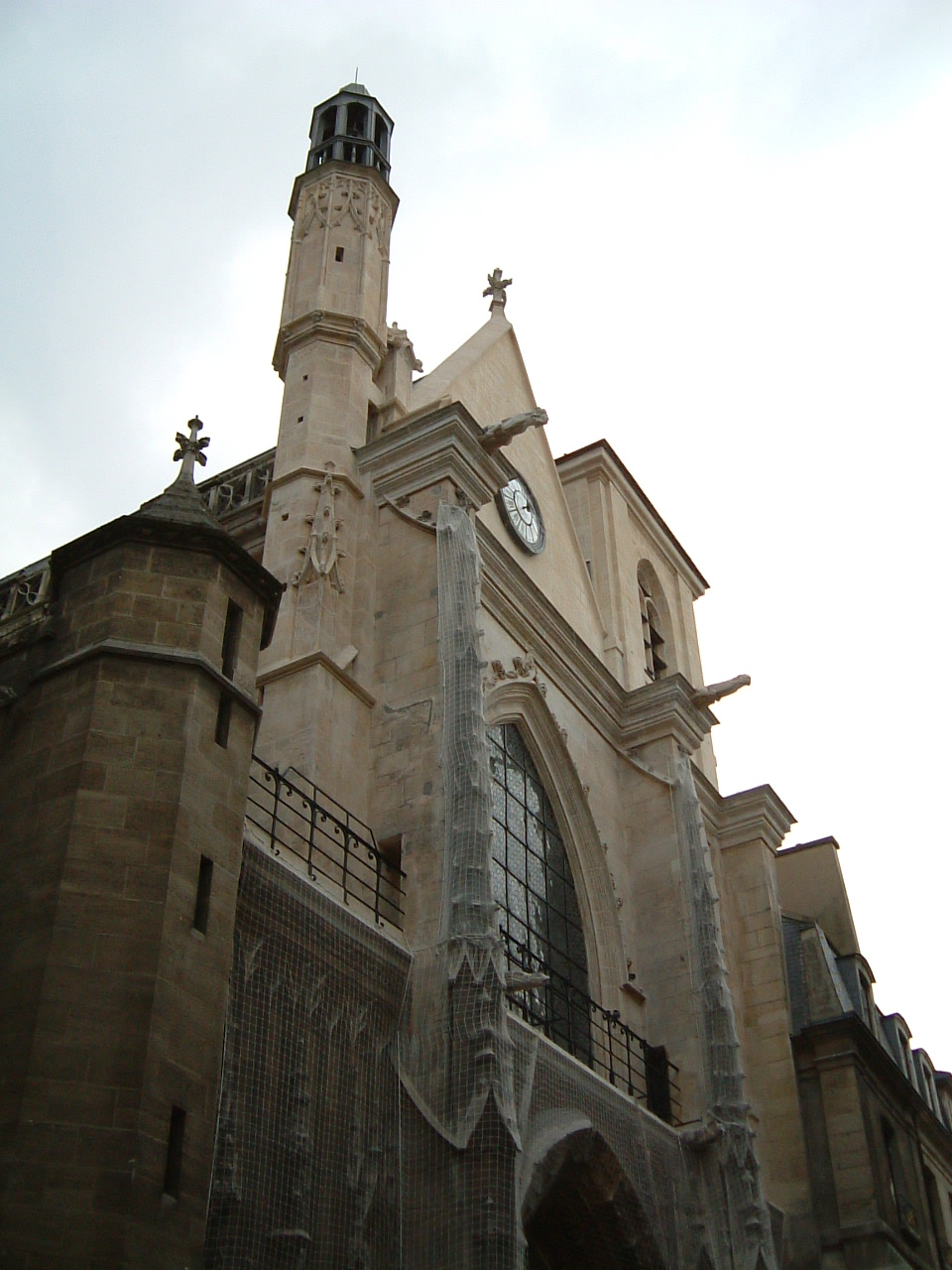
ルベーグが1664年から歿年まで奉職したパリのサン＝メリー教会

ランに生まれるが、生い立ちについて確かなことは何も分かっていない。「楽師長 フランス語:  maître joueur d'instrument」だった同名のおじが、ルベーグの音楽教育に何らかの役割を果たした可能性がありうる。ルベーグがパリに上京した事情についても同じくほとんど知られていない。ルベーグへの最初の言及は1661年の文書に見受けられ、そこではすでに「名高いパリのオルガニスト」と評されており、ゆえにそれまでにパリに暮らして活動し、確固たる名声を勝ち取っていたに違いない。このことは、ルベーグがパリで教会オルガニストの地位の少なくとも1つに就いていたことを示すものだが、どこに勤めていたのか不明である。ルベーグの勤務先で唯一知られているのは、1664年12月18日から歿年まで勤めていたサン＝メリー教会である。ルベーグは1676年に自作の出版を始めるが、1678年には、ニヴェールやジャック・トムラン、ジャン＝バティスト・ビュテルヌと並んで栄えある「国王付オルガニスト (organistes du Roi)」に選任された。
現存するルベーグの筆写譜はおびただしい数に上り、このことはルベーグが非常に高く評価された音楽家だったことを物語る。オルガン建造の専門家としても同じくらいに名高く、この能力によってルベーグはブールジュやブロワ、シャルトル、ソワソン、トロワに出張した。おまけにルベーグは影響力ある教師でもあった。門人にフランソワ・ダジャンクールやニコラ・ド・グリニー、ジャン＝ニコラ・ジョフロワ、ガブリエル・ガルニエ、ジル・ジュリアンらを擁する。ピエール・デュマージュはルベーグを介して最初の要職に就いている。

## 作品

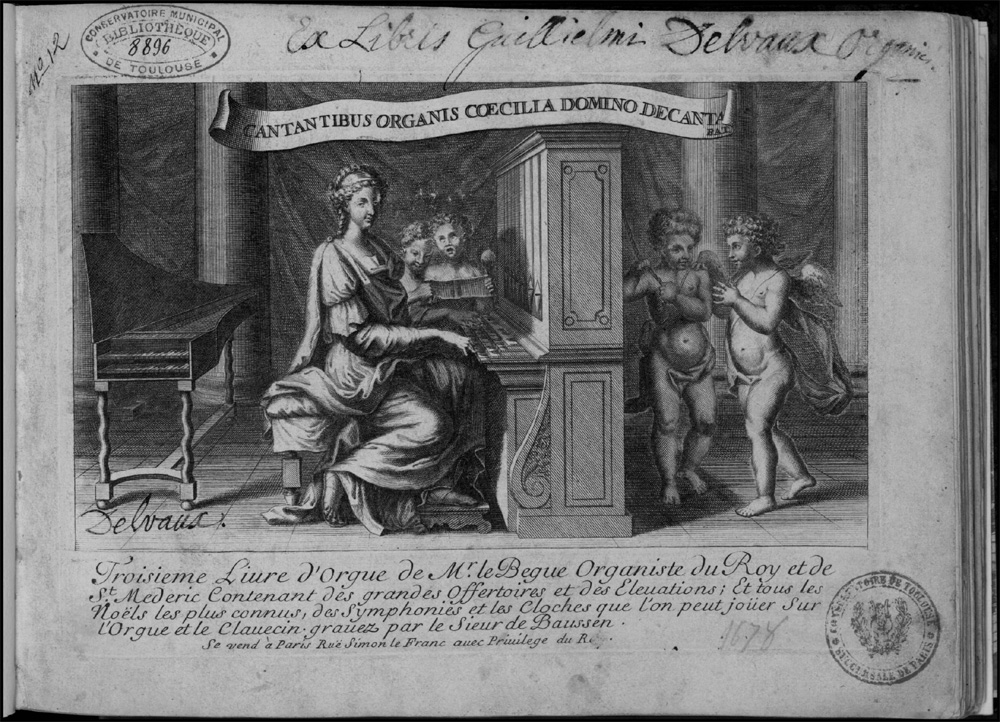
《オルガン曲集 第3巻》の題扉

ルベーグの歴史的重要性は鍵盤楽曲にあり、そのうち5つの曲集を出版している（すべてパリで出版されている）
- オルガン曲集（第1巻）（Les pièces d'orgue, 1676年）：8つの教会旋法による8つのオルガン組曲
- クラヴサン曲集（第1巻）（Les pièces de clavessin, 1676年）：クラヴサン組曲
- オルガン曲集 第2巻（2e livre d'orgue, 1678年）：オルガン・ミサ曲とオルガンのためのマニフィカト
- オルガン曲集 第3巻（3e livre d'orgue, 1685年）：10曲の奉献唱、4曲のサンフォニー（symphonies）、9つのノエル、8曲の昇階唱と標題音楽「鐘（Les cloches）」
- クラヴサン曲集 第2巻（Second livre de clavessin, 1687年）：クラヴサン組曲

さらにクラヴサン曲数曲分と、オルガン曲20曲分が筆写譜で現存する。
ルベーグのクラヴサン曲は、シャンボニエールやルイ・クープランが打ち立てた伝統の延長上にある。《クラヴサン曲集 第1巻》のプレリュード・ノン・ムジュレ（この種の楽曲では出版された最初期の例）においてルベーグは、ルイ・クープランの抽象的な記譜法の修正版を用いている。ルベーグが序文で述べているように、その修正は、「前奏曲をできるだけ簡単に表記すること」を目指しており、前奏曲それ自体はルイ・クープランのものよりずっと短く簡潔である。この目的のためにルベーグは、徹底して全音符を用いたルイ・クープランとは正反対に、種々の音符をとり混ぜて利用している。だがルベーグの記譜法を採用した作曲家はおらず、ルベーグの《クラヴサン曲集 第2巻》にはプレリュード・ノン・ムジュレが含まれていない。ルベーグのクラヴサン様式でもう一つの重要な面は、標準化の傾向である。多くの組曲がアルマンドとクーラントの組み合わせに始まり、次いでサラバンド、さらにジーグへと続く。ルベーグは作品名を付ける点では先人たちよりも格式張っており、フランス・クラヴサン楽派にはお決まりの描写的な題名をもつ作品は一つもない。
《オルガン曲集 第1巻》はルベーグが最初に出版したオルガン曲集で8つの組曲から成り、8つの教会旋法すべてを網羅している。一般に、当時最高のフランスのオルガン曲集の一つであり、フランス・オルガン楽派の発展にとって最も重要な曲集の一つでもある、と認められている。ルベーグは、独立した足鍵盤パートを自作に取り入れた、おそらく最初のフランス人作曲家のひとりであろう。フランスのオルガン音楽で最も特徴的なジャンルである、「ティエルス・アン・タイユ（のレシ） [Récit de] Tierce en taille'」に加えて、「トリオ・ア・ドゥー・デッシュ trio à deux dessus」奏法（3声のポリフォニー作品において、上声2部を右手で、低声1部を左手でとる奏法。両手が2つの手鍵盤を、足が足鍵盤を担当する「トリオ・ア・トロワ・クラヴィエール trio à trois claviers」奏法とは異なる）を発展させたひとりでもある。このような革新的な楽曲に比べると、《第2巻》の楽曲は生彩を欠いている。おそらくは（序文でもほのめかされているように）作曲者はことさらにアマチュアや初心者のために作曲しようと努めたからであろう。《オルガン曲集 第3巻》は、多種多様な小品集であり、イタリアの影響を取り込んだもの（昇階唱 第1番）やリュリの管弦楽のための序曲を模倣したもの（4つのサンフォニー）などを含んでいる。9つのノエル（クリスマス・キャロルによる変奏曲）は、現存するうちこの種の最古の作品である。
鍵盤楽曲以外のルベーグ作品はごく僅かしか残っていない。1687年にパリで出版された曲集《 Motets pour les principales festes de l'année》であり、この作品はヴァル＝ド＝グラス教会附属修道院のベネディクト会系修道女のために作曲された。モテットのほかに賛美歌1曲を含んでいる。賛美歌が単声聖歌風の簡単な節回しなのに対して、モテットは、オルガンを通奏低音としてだけでなく、楽節によってはコンチェルタント声部としても利用しているという点において重要な、職人芸が光る作品である。二重合唱のための晩禱などの作品は散逸している。

## 註
1. 1 2 3 4 5 6  Higginbottom, Grove.
2. ↑  Apel 1972, 744.
3. ↑  Apel 1972, 727.
4. ↑  Apel 1972, 728.